# 제4차 평양성 전투
평양성 포위전은 명나라-조선 연합군과 고니시 유키나가 휘하 일본 제1사단이 싸운 군사적 충돌이었다. 이 전투는 연합군의 승리로 끝났지만, 1593년 2월 8일 밤 잔여 일본군은 평양시에서 성공적으로 퇴각했다.

## 배경
1월 5일, 오유충 휘하의 5,000명 규모의 소규모 명군이 압록강에 도착했다.
1월 26일, 이여송 휘하의 35,000명 규모의 명군이 압록강에 도착했다. 이들은 선발대와 선조를 보호하기 위해 파견된 호위 부대와 합류하여 병력이 43,000명으로 늘어났고, 이일 휘하의 순안에 있던 또 다른 조선인 10,000명, 마지막으로 휴정 휘하의 승려 4,200명이 합류했다.
이여송은 사절 심유경을 미리 보내 고니시 유키나가와 협상하게 했으나, 이 행동은 불성실한 것이었다. 그는 일본군과 협상할 의도가 전혀 없었다. 고니시는 명나라 사절을 맞이하기 위해 20명의 병사를 보냈지만, 대부분은 돌아오지 못했다. 그들에게 무슨 일이 일어났는지는 확실치 않다. 한 기록에 따르면 그들은 심유경과의 연회 중 살해당했고, 다른 기록에 따르면 단순히 도중에 매복 공격을 당했다고 한다.
평양으로 행군하는 동안 그들은 일본군 정찰대와 마주쳤는데, 그중 3명이 포로로 잡히고 5명이 살해당했다. 연합군은 평양에 도착하여 1593년 2월 5일 도시 북쪽에 진을 쳤다.
고니시는 협상을 제안했지만 거절당했다. 그날 밤, 약 800명의 일본군이 몰래 빠져나와 명나라 진영을 공격했지만, 경비병에게 발각되어 화살 공격에 의해 격퇴당했으며 30명의 사상자를 냈다.

## 전투

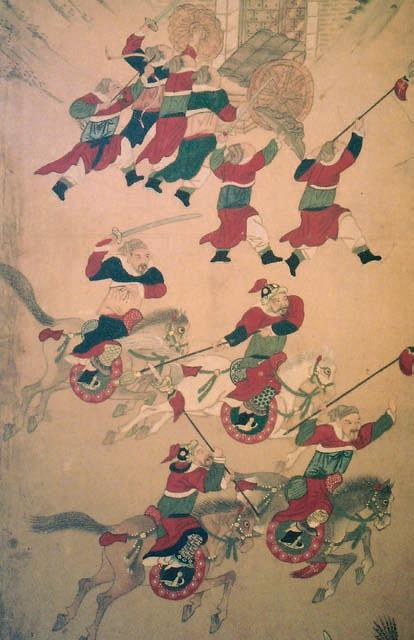
명나라 기병과 보병이 평양시 성벽을 공격하다.

전투는 1593년 2월 5일에 시작되었다. 휴정의 승려들은 오유충의 지원을 받아 고니시 유키나가 휘하 약 2,000명의 적군이 주둔하고 있던 평양 북쪽의 큰 언덕을 공격했다. 고니시는 한때 거의 포위되었으나, 소 요시토시가 반격하여 그를 구출했다. 전투는 마쓰우라 시게노부(Matsuura Shigenobu)가 평양으로 후퇴할 수밖에 없을 때까지 이틀 동안 지속되었다. 승려들은 600명의 사상자를 냈고 오유충은 총탄에 가슴을 맞고 부상을 입었다.
2월 8일 아침, 이여송의 군대는 "물고기 비늘처럼 빽빽한" 밀집 대형으로 도시로 진격했다. 양위안과 장스줴는 북쪽과 서쪽에서, 이여백은 남동쪽에서, 이일과 김응서는 남서쪽에서 공격했다. 동쪽은 대동강으로 막혀 공격할 수 없었다.
신호포가 발사되자, 그들은 사다리를 타고 성벽으로 돌진하고, 불화살을 쏘고 도시로 폭탄을 던지고, 대포로 성문을 두드리기 시작했다. 일본군의 방어는 거의 너무나 강력했다. 이여송의 말은 총에 맞아 쓰러졌고, 이여송이 앞으로 나가 후퇴하는 병사의 목을 자르고, 성벽을 넘는 첫 번째 병사에게 5,000냥을 주겠다고 제안하자 공격은 흔들리는 기미를 보이기 시작했다. 연합군은 공격을 재개했고, 뤄상즈가 성벽을 점령하고 양위안이 북문을 돌파했다. 서쪽에서는 이전 공격에서 살아남은 승려들과 병사들이 대포로 성문이 파괴되자 장스줴의 도시 진입 공격에 합류했다.
일본군은 평양 북쪽 모퉁이에 있는 흙과 통나무로 만든 요새인 마지막 방어선으로 후퇴했다. 이여송은 병사들에게 불화살로 건물을 불태우라고 지시했지만 일본군은 퇴각하지 않았다. 대신 연합군 병사와 기병은 일본군의 총격에 엄청난 사상자를 냈다. 더 이상 전진할 수 없게 되자 많은 병사들이 서문으로 후퇴했다. 이를 본 고니시는 공세로 나서 병사들과 함께 출격했지만 대포 공격에 의해 격퇴당했다.
날이 저물자 이여송은 더 이상의 사상자를 내고 싶지 않아 공격을 중단했다.
적을 격퇴하는 데 명목상 성공했지만, 일본군은 더 이상 도시를 방어할 능력이 없었다. 모든 성문이 뚫렸고, 식량은 남아있지 않았으며, 엄청난 사상자를 냈다. 이를 고려하여 고니시는 밤에 전 수비대를 이끌고 얼어붙은 대동강을 건너 한성으로 몰래 빠져나갔다. 많은 이들이 강을 건너다 익사했다.
마쓰야마 성 [모란봉] 주변을 가득 채운 시체들 사이에는 거의 틈이 없었다. 마침내 적을 격퇴했을 때, 그들은 여러 곳에 식량 창고를 불태웠고, 그래서 이제는 식량이 없었다. 7일 밤에 우리는 성을 비우고 탈출했다. 부상자들은 버려졌고, 부상당하지 않았지만 단순히 지쳐 쓰러져 기어가다시피 길을 따라갔다.
 — 요시노 진고자이몬

## 전투 후
퇴각하는 일본 병사들은 동상, 설맹, 굶주림으로 고통받았다. 자연적인 고난 외에도, 자다서우(Zha Dashou)와 이닝(Li Ning)의 매복 공격으로 일본군 362명이 더 목숨을 잃었다. 고니시의 부대는 2월 17일에 한성에 도착했다.
평양에서 일본이 패배한 후, 구로다 요시타카는 고니시 유키나가가 지도력이 부족하고 동료 지휘관들과 잘 지내지 못한다며 그를 해임할 것을 요구했다. 이에 고니시는 전역에서 가장 큰 손실을 입었으므로 일본 측에서 평화의 주요 옹호자가 되었다.
송응창은 3월 6일 선조에게 평양으로 돌아올 것을 권유했다.

## 같이 보기
- 임진왜란의 전투 목록
- 제1차 평양성 전투

## Bibliography
- Alagappa, Muthiah (2003), 《Asian Security Order: Instrumental and Normative Features》, Stanford University Press, ISBN 978-0-8047-4629-8
- Arano, Yasunori (2005), 《The Formation of a Japanocentric World Order》, International Journal of Asian Studies
- Brown, Delmer M. (May 1948), “The Impact of Firearms on Japanese Warfare, 1543–1598”, 《The Far Eastern Quarterly》 7 (3): 236–53, doi:10.2307/2048846, JSTOR 2048846, S2CID 162924328
- Eikenberry, Karl W. (1988), “The Imjin War”, 《Military Review》 68 (2): 74–82
- Ha, Tae-hung; Sohn, Pow-key (1977), 《'Nanjung Ilgi: War Diary of Admiral Yi Sun-sin》, Yonsei University Press, ISBN 978-89-7141-018-9
- Haboush, JaHyun Kim (2016), 《The Great East Asian War and the Birth of the Korean Nation》
- Hawley, Samuel (2005), 《The Imjin War》, The Royal Asiatic Society, Korea Branch/UC Berkeley Press, ISBN 978-89-954424-2-5
- Jang, Pyun-soon (1998), 《Noon-eu-ro Bo-nen Han-gook-yauk-sa 5: Gor-yeo Si-dae (눈으로 보는 한국역사 5: 고려시대), Park Doo-ui, Bae Keum-ram, Yi Sang-mi, Kim Ho-hyun, Kim Pyung-sook, et al., Joog-ang Gyo-yook-yaun-goo-won. 1998-10-30. Seoul, Korea.》
- Kim, Ki-chung (Fall 1999), “Resistance, Abduction, and Survival: The Documentary Literature of the Imjin War (1592–8)”, 《Korean Culture》 20 (3): 20–29
- Kim, Yung-sik (1998), “Problems and Possibilities in the Study of the History of Korean Science”, 《Osiris》, 2nd Series 13: 48–79, doi:10.1086/649280, JSTOR 301878, S2CID 143724260
- 桑田忠親 [Kuwata, Tadachika], ed., 舊參謀本部編纂, [Kyu Sanbo Honbu], 朝鮮の役 [Chousen no Eki]　(日本の戰史 [Nihon no Senshi] Vol. 5), 1965.
- Neves, Jaime Ramalhete (1994), “The Portuguese in the Im-Jim War?”, 《Review of Culture》 18: 20–24
- Niderost, Eric (June 2001), “Turtleboat Destiny: The Imjin War and Yi Sun Shin”, 《Military Heritage》 2 (6): 50–59, 89
- Niderost, Eric (January 2002), “The Miracle at Myongnyang, 1597”, 《Osprey Military Journal》 4 (1): 44–50
- Park, Yune-hee (1973), 《Admiral Yi Sun-shin and His Turtleboat Armada: A Comprehensive Account of the Resistance of Korea to the 16th Century Japanese Invasion》, Shinsaeng Press
- Rockstein, Edward D. (1993), 《Strategic And Operational Aspects of Japan's Invasions of Korea 1592–1598 1993-6-18》, Naval War College
- Sadler, A. L. (June 1937), “The Naval Campaign in the Korean War of Hideyoshi (1592–1598)”, 《Transactions of the Asiatic Society of Japan》, Second Series 14: 179–208
- Sansom, George (1961), 《A History of Japan 1334–1615》, Stanford University Press, ISBN 978-0-8047-0525-7
- Sohn, Pow-key (April–June 1959), “Early Korean Painting”, 《Journal of the American Oriental Society》 79 (2): 96–103, doi:10.2307/595851, JSTOR 595851
- Stramigioli, Giuliana (December 1954), “Hideyoshi's Expansionist Policy on the Asiatic Mainland”, 《Transactions of the Asiatic Society of Japan》, Third Series 3: 74–116
- Strauss, Barry (Summer 2005), “Korea's Legendary Admiral”, 《MHQ: The Quarterly Journal of Military History》 17 (4): 52–61
- Swope, Kenneth M. (2006), “Beyond Turtleboats: Siege Accounts from Hideyoshi's Second Invasion of Korea, 1597–1598”, 《Sungkyun Journal of East Asian Studies》 6 (2): 177–206
- Swope, Kenneth M. (2005), “Crouching Tigers, Secret Weapons: Military Technology Employed During the Sino-Japanese-Korean War, 1592–1598”, 《The Journal of Military History》 69: 11–42, doi:10.1353/jmh.2005.0059, S2CID 159829515
- Swope, Kenneth M. (December 2002), “Deceit, Disguise, and Dependence: China, Japan, and the Future of the Tributary System, 1592–1596”, 《The International History Review》 24 (4): 757–1008, doi:10.1080/07075332.2002.9640980, S2CID 154827808
- Swope, Kenneth M. (2009), 《A Dragon's Head and a Serpent's Tail: Ming China and the First Great East Asian War, 1592–1598》, University of Oklahoma Press
- Turnbull, Stephen (2002), 《Samurai Invasion: Japan's Korean War 1592–98》, Cassell & Co, ISBN 978-0-304-35948-6
- Turnbull, Stephen (2008), 《The Samurai Invasion of Korea 1592-98》, Osprey Publishing Ltd
- Turnbull, Stephen (1998), 《The Samurai Sourcebook》, Cassell & Co, ISBN 978-1-85409-523-7
- Villiers, John (1980), 《SILK and Silver: Macau, Manila and Trade in the China Seas in the Sixteenth Century (A lecture delivered to the Hong Kong Branch of the Royal Asiatic Society at the Hong Kong Club. 10 June 1980). The HKUL Digital Initiatives》 |title=에 외부 링크가 있음 (도움말)
- Yi, Min-woong (2004), 《Imjin Wae-ran Haejeonsa: The Naval Battles of the Imjin War [임진왜란 해전사]》, Chongoram Media [청어람미디어], ISBN 978-89-89722-49-6